# Business and Love
Business and Love è un cortometraggio muto del 1914 diretto da Arthur Hotaling.

## Produzione
Il film fu prodotto dalla Lubin Manufacturing Company.

## Distribuzione
Distribuito dalla General Film Company, il film - un cortometraggio della lunghezza di 120 metri - uscì nelle sale cinematografiche USA il 14 aprile 1914. Nelle proiezioni, veniva programmato con il sistema dello split reel, accorpato in un'unica bobina con un altro cortometraggio prodotto dalla Lubin, la commedia The Peacemaker's Pay.